# لوی ان ماس

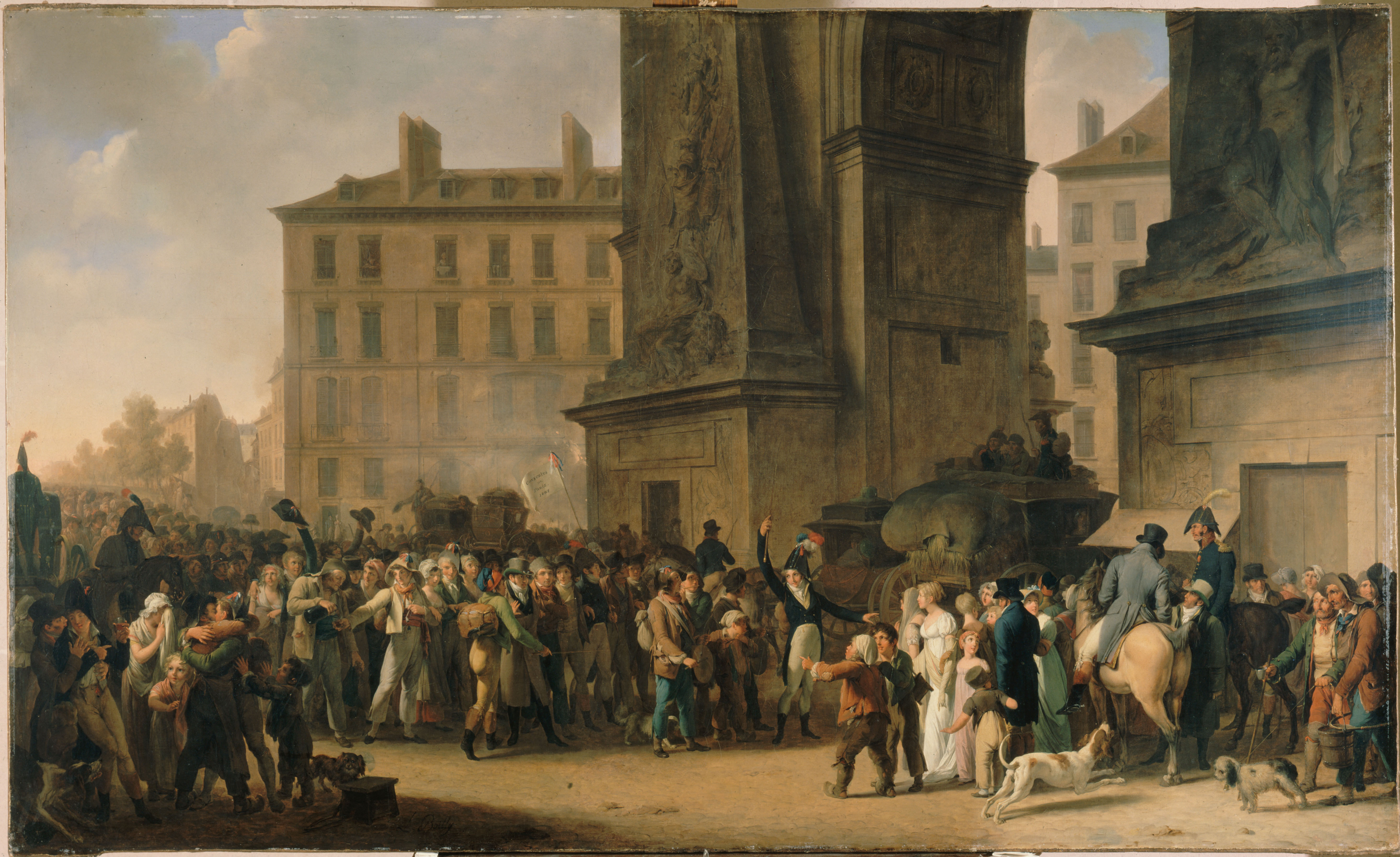
نقاشی به تصویر کشیدن عزیمت سربازان وظیفه در سال ۱۸۰۷ توسط لوئیس-لئوپولد بویلی

لوی ان ماس (فرانسوی: levée en masse‎، به معنای سربازگیری انبوه) یک اصطلاح فرانسوی است که برای اشاره به سیاست سربازگیری برای خدمت وظیفه عمومی، اغلب در مواجهه با جنگ و حملات خارجی به کار می‌رود.
این مفهوم در طول جنگ‌های انقلاب فرانسه، به ویژه در دوره پس از ۱۶ اوت ۱۷۹۳، هنگامی که مردان توانمند ۱۸ تا ۲۵ ساله به خدمت سربازی خوانده می‌شدند، ایجاد شد. این مقوله بخش جدایی ناپذیر از ایجاد هویت ملی را تشکیل می‌دهد و آن را از اشکال خدمت سربازی که قبل از این تاریخ وجود داشته‌است متمایز می‌کند.
این اصطلاح در مورد سایر نمونه‌های تاریخی خدمت سربازی عمومی نیز کاربرد دارد.